# Carapeguá
Carapeguá is een gemeente (in Paraguay un distrito genoemd) in Paraguay in het departement Paraguarí.
De stad werd gesticht in 1725. Ze ligt in een landbouwstreek waar katoen, tabak, maïs en suikerriet wordt verbouwd.
Sinds 1978 is Carapeguá de zetel van een rooms-katholiek bisdom.